# Prototheoridae
Prototheoridae es una familia de insectos lepidópteros, forman parte de la superfamilia Hepialoidea. También se las denomina "polillas primitivas fantasma de África" (African Primitive Ghost Moths) y son endémicas de la parte meridional de África (Angola y Malaui). 

## Sistemática
Es una familia con un único género Prototheora,  13 especies descritas (Kristensen, 1999: 60; Nielsen y coles., 2000). Ver también las revisiones de Janse (1942) y Davis (1996). La lista de especies es la siguiente: 
- Prototheora parachlora (Meyrick, 1919) (originalmente  en Metatheora)
  - =Prototheora paraglossa; Janse, 1942
- Prototheora petrosema Meyrick, 1917
- Prototheora monoglossa Meyrick, 1924
- Prototheora corvifera (Meyrick, 1920) (originalmente en Metatheora)
- Prototheora merga Davis, 1996
- Prototheora quadricornis Meyrick, 1920
- Prototheora biserrata Davis, 1996
- Prototheora serruligera Meyrick, 1920
- Prototheora cooperi Janse, 1942
- Prototheora geniculata Davis, 1996
- Prototheora drackensbergae Davis, 1996
- Prototheora angolae Davis, 1996
- Prototheora malawiensis Davis, 2001

- Datos: Q1952261
- Especies: Prototheoridae